# Pristimantis jaimei
Pristimantis jaimei är en groddjursart som först beskrevs av Lynch 1992.  Pristimantis jaimei ingår i släktet Pristimantis och familjen Strabomantidae. IUCN kategoriserar arten globalt som otillräckligt studerad. Inga underarter finns listade i Catalogue of Life.